# NGC 1670
NGC 1670 je galaksija u zviježđu Orionu.

## Vanjske poveznice
- SEDS: NGC 1670